# Намештај
Намештај је настао као употребна форма која није имала никакве уметничке претензије. Намештај служи за потребу живота и његов стил је састављан на основу потреба и начина живота и никада није резултат стварања неке одређене форме. Све потребе живота се мењају по личним претензијама које могу бити једноставне и функционалне а исто тако и репрезентативне. Форма намештаја се мења променама светла и сенке, резаном или бојеном декорацијом, наглашавањем прелома, правилним растављањем делова, пропорционисањем целина и правилним односима глатких, украшених, изломљених или затворених делова.
Под намештајем се у српском језику подразумевају предмет и који се налазе у просторијама за становање (кући) и служе да би укућани боље живели и радили. Шири појам за намештај подразумева предмете и у другим радним просторијама човековог бивствовања: канцеларије, разне радне просторије, локали, унутрашњост разних објеката или унутрашњост превозних средстава и друго... Комади намештаја могу имати различиту сврху: за спавање, за седење, за рад, за забаву, за украс.

## Појам
Намештај је реч која потиче од глагола наместити што значи нешто поставити на своје место.

## Подела намештаја
Све делове намештаја делимо на;
- носиоце и
- ковчеге

Њиховом комбинацијом је настао целокупни намештај. Разликовање појединих врста намештаје је знак културног напретка.

### Носиоци
Форма носиоца је састављена из три или четири вертикална подупирача на којима почива оквир или даска. Понекад се у историји јављају симболичке форме којим се подупирачима дају форме животињских или птичијих ногу да би се нагласиле функције стајања.

### Ковчези
Ковчези су у својој једноставној форми кубичних облика који су сабијени и сачињени од дасака. Животност је омогућена урамљивањем које је требало да предупреди неке недостатке дрвета и које се користи за наглашавање линија и украшавање. Површине су прво биле неутралне а касније су се растављале. Од млађег каменог доба се сусрећемо са ковчезима са крововима који имају сличност са кућама. Овај начин је био поднметован за преношење архитектонских идеја у градњу намештаја.

## Историја намештаја
У историји уметности намештаја могу се разликовати поједине епохе почев од оријенталних култура египатске уметности, добу класичне антике, грчке и римске уметности. Антички намештај је очуван само у фрагментима али се доста о њему зна захваљујући археологији. Средњи век почиње добом предкаролиншке уметности и преко романске примитивности долази до раздобља готике. У доба ренесансе се у предњи план уводи уметничка мисао. Барок је промена доба ренесансе који је обележио Микеланђело отклонивши се од једноставности и карактерише се богатством најразличитијих форми и украса у намештају које су утицале на посматрача својим великим распонима линија. После барока почиње нова епоха која је трајала све до почетка 19. века и која се може назвати дворским раздобљем. Позни стил Луја XIV краља сунца је састављен из делова Француске и Немачке. Рококо је минијатуризација и закључак барока. Утицај енглеских струјања у пољу намештаја у 18. веку је био присутан- затим долази до враћања ка античким узорима преко стила Луја XVI. Класицизам је завршетак дугог раздобља који је настао у половини 18. века и прелазу од стила Луја XVI ка мајестозном и луксузном намештају емпира све до намештаја бидермајера се огледа промена укуса европског у уметничком стварању.
У 19. веку се јављају тежње за интернационализацијом и намештај постаје свеобухватни процес цивилизације. Произвођачи намештаја и архитекти постају свесни да савремени намештај мора да одговара потребама савременог човека.

## Намештај старог века
Стари век је знао већ све врста намештаја. Само се у доба ренесансе повећао број појединих врста и повећање типа намештаја. Навике у Оријенту подмењивали су употребу малог намештаја јер се уобичавало седење на ћилимовима (изузимајући Кину). Код Вавилоњана и Асираца који су једна од најстаријих цивилизација осећа се утицај египатског намештаја о коме имамо доста информација. Египатски намештај је украшен резбаријом и орнаментима из света животињског и биљног а јавља се и тапацирање намештаја. Уметност старог века познавало је радове као облагање златом, слоновачом, познавање племенитог дрвета као и шперплочу. У грчком домаћинству је било мало намештаја и намештај је био од дрва украшаван стаклом, слоновачом и познавали су и закривљавање дрвета помоћу вреле воде, познавали су типловање, ексере и многе поступке који се и данас примењују а продукти су били углачани неком врстом политуре. Разлике између Египатског и грчког намештаја су разлике у схватању живота и смрти јер је египатска уметност била за живот после смрти иако намештај и одевање подлеже истим законима. Грчке скулптуре и резбарије имају естетски значај. Грчки кревет је био лак и покретан. Римљани су примили намештај од Грка. Римски столови су бројни по форми. У уметности старог века су откривени сви начини обрађивања дрвета као и спајање и облагање, политирање тапацирање, као и чињеница да су сви проналасци током развоја морали бити поново објављивани као и да је развој намештаја спојен и зависан од друштвених и привредних односа.

## Средњи век
После распада римске империје и продора Германа се усидрила римска култура у источној римској империји, касније византијској у којој су се остаци античке уметности очували вековима. На истим основама се изграђивала уметност намештаја. Обљубљена декорација је била улагање слоноваче а од развоја свиле употребљавао се и текстил. Намештај је био измењан антички намештај код којих су антички елементи варваризовани, али је развијена култура увек побеђивала над културом младих народа. У декорацији се употребљавају плитки рељефи. Употребљавају се поново оживљени облици столица на расклапање.

## Познаготика
15. век се карактерише и цветањем културе и почиње грађанска култура и ствара се спој народне и античке уметности а проналазак водене пиле је омогућио развој нових облика намештаја. Од 14. века је дрво спајано са назубљивањем и отпале су гвоздени спојеви и пруге. На челу цехова стајали су стари мајстори који се бдели над редом у цеху. Цехови су издавали сведочанства и примали нове ученике а нико није осим њих могао да ради занате.

## Ренесансаибарок
У 15. веку се јавља оживљавање антике у Италији које је крајем века јако унапредило занатство и израду намештаја. У 16. веку се ово проширује и на остале земље у Европи и раширује се овај стил који се ослободио свих строгих форми свога настанка. Поново се употребљава техника интарзије и инкрустације које су познаване још у египатској уметности и која је гајена у Оријенту и долазила је преко Шпаније и Венеције и употребљавана је за украшавање шкриња, столица и клупа. Неки намештај је ипак погоднији за експонат у музејима него за употребу. Иако је ренесанса била свеобухватни процес ипак је њен центар била Италија.

## Рококо
У бароку је био у Италији омиљен намештај са позлатама. У рококоу су се одлоњавали од лепота и раскошности и давали су предност лакираним намештајима са цвећем и уоквиривањима у боји. У рококоу се трудило да се докаже да намештај ствара органску целину и у њему је у 18. веку дошло после строге градње у средњем веку до врхунског напретка.
После се почиње јављати нови класични стил и на обзору је ново енглеско народно стварање које долази немачком намештају у помоћ и нови поднети за рађајућу се европску демократију.

## Намештај ујугоисточној Европи
На југоисточној Европи- Мађарска, Румунија, Бугарска, Албанија, Грчка, Турска и Југославија у раном средњем веку је било много супротности и изражавале су се тежње за осамостаљивањем на рушевинама Римског царства и касније осамостаљивање од Византијских утицаја и то је сезало до 9. века у судбину Мађарске и Србије и других земаља овога дела Европе.
Становање и стамбена култура је била у свим именованим земљама потиснута од стране Турске империје јако нападно. Главно средиште виших стремљења били су краљевски дворови, градови, манастири и племство. Израда је била вођена јужнонемачким и италијанским занатлијама и њихови се утицаји постепено шире и на сеоску средину и њихове собе. У Мађарској које је осим Хрватске донекле било изнимком јављају се касније повраци ка европском културном развоју. Све остале земље су подлегли утицајима оријентализма и средиште су свога интереса у стамбеној средини пренели на текстилне израђевине. Примерци намештаја су се минијатуризовали у стамбене допуне. Само после потпуног истеривања Турака из Европе 1912. године вратило се у све земље опет европски начини становања.
Код нас у Србији у ентеријеру народне архитектуре фигурише низак и једноставан намештај са софром и троношцима, клупе и шкриње. За госта и домаћина се израђује столовача специјална столица која је лепо украшена резбаријом.

## У намештај спадају
- витрина,
- кауч,
- двосед,
- тросед,
- угаона гарнитура
- колевка,
- комода,
- кревет,
- креветац,
- креденац,
- ормар,
- отоман,
- плакар,
- полица,
- регал,
- софа,
- сто,
- столица,
- хоклица,
- фотеља,
- француски лежај,
- чивилук
- шифоњер
- секретер

## Галерија
- кревет
- полица за књиге
- клупа са столом
- фотеља
- кауч
- шамлица
- ормар
- дечји намештај
- Секретер са библијским сценама (Музеј Мандралиска)
- Оријентални изрезбарени столчић, Музеј Семберије у Бијељини